# Teutons

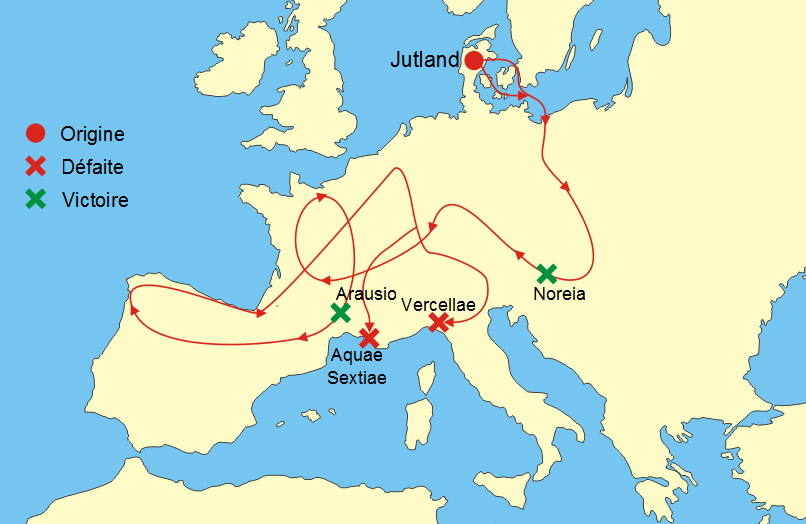
Migration des Ambrons, des Cimbres et des Teutons.
Défaites cimbres et teutonnes.
Victoires cimbres et teutonnes.

Les Teutons sont les membres d'une ancienne tribu du nord de l’Europe mentionnée par les auteurs romains. Ils sont notamment connus pour leur participation avec les Cimbres et d'autres éléments, à la guerre des Cimbres contre la république romaine à la fin du second siècle avant J. C.
Jules César les décrit comme un peuple germanique, un nom qui s'applique à l'époque à toutes les tribus vivant à l'est du Rhin, les auteurs romains postérieurs emploient cette terminologie. Cependant, d'une part, il n'y a pas de preuve directe du fait qu'ils parlaient ou non une langue germanique et leur ethnonyme et les anthroponymes de leurs chefs indiquent pour le moins une influence du celtique. D'autre part, les informations que nous livrent les auteurs antiques sur leur foyer géographique d'origine, amènent de nombreux spécialistes à considérer qu'ils vivaient dans une région où se sont développées précocement les langues germaniques, et non pas dans des régions où l'on parlait celtique.
Lors du changement climatique des années -100, ce peuple a quitté le Nord de la Germanie et participé à la guerre des Cimbres. Au Moyen Âge, les Teutons inspirent le nom français des chevaliers Teutoniques (Deutscher Orden en allemand) et plus tard, le nom de Teutons désignera les Allemands avec des connotations ironiques ou péjoratives.

## Étymologie
Le nom des Teutons est issu du proto-germanique *þeudanōz (« ceux de la tribu »), ethnonyme sans doute passé d'abord en celtique puis en Latin par l'intermédiaire des interprètes celtiques, sous la forme latinisée Teutoni. Le nom germanique repose sur l'indo-européen *teutonōs « ceux de la tribu », dérivé du radical *teutā- « tribu ». Ce dernier élément est à l'origine du proto-germanique *þeudō (« peuple ») sur lequel a été aussi formé l'adjectif *þiudiskaz (« populaire ») dont procèdent l'allemand Deutsch, le néerlandais Duits et le suédois Tyska « Allemand », ou encore l'anglais Dutch « Néerlandais »,,, ainsi que l'adjectif français tudesque et l'italien tedesco « allemand » (ces derniers par l'intermédiaire du latin médiéval theudiscus). L'ancien français connaissait le substantif Thiois « allemand, de langue allemande, de langue néerlandaise » et les adjectifs masculin t[h]iois et féminin t[h]iesche « germanique » que l'on retrouve dans le nom de la Lorraine thioise ou encore la Flandre thioise.
L'indo-européen *teutā- « tribu » est également à l'origine du celtique commun *teutā- > *toutā- > *tōtā- « tribu, peuple », attesté par le gaulois teuta, touta et le vieil irlandais tuath (voir Tuatha Dé Danann), de même sens, ainsi que le gallois tûd « contrée », le breton tud « les gens », etc. On retrouve cet élément dans le nom du dieu gaulois Teutates, « celui (le dieu) de la tribu ».

## Controverse
Les auteurs antiques les plus précoces ont qualifié les Teutons de Celtes, mais généralement il ne faisait guère de distinction entre les Celtes et les Germains, tout aussi « barbares ». Jules César semble être le premier à distinguer les uns des autres, car sa préoccupation première était de dénoncer les raids de ces peuples du nord contre la Gaule du sud et l'Italie qui risquaient de menacer Rome, pour pouvoir exiger une action militaire contre eux. Il s'en est servi comme prétexte pour envahir la Gaule du nord. Cependant, les Teutons sont généralement classés comme un peuple germanique, du fait de leur langue, bien que les éléments de preuve en soient fragmentaires,,. Quelques historiens, qui se réfèrent à l'aspect celtique de l'onomastique connue, tant celle des Teutons que celle des Cimbres, ont suggéré une origine celtique,,.
Après César, des auteurs connus comme Strabon (mort en 24 apr. J. C.) et Marcus Velleius Paterculus (mort vers 31 apr. J. C.) classent les Teutons parmi les peuples germaniques. Pline lui aussi les pense germaniques, tout en précisant qu'ils étaient parmi les Ingaevones, apparentés aux Cimbres et aux Chauques.

## Guerre des Cimbres
Alliés des Cimbres, les Teutons sont défaits par Caius Marius en 102 av. J.-C. à la bataille d'Aix, où leur roi Teutobod est fait prisonnier. On raconte que les femmes teutonnes prisonnières se suicidèrent en masse.

## Acception moderne
Au XIXe siècle, le mot teuton désignait également les Allemands de la Baltique qui étaient implantés depuis le Moyen Âge dans les provinces baltes, devenues provinces de l'Empire russe. Les historiens modernes préfèrent utiliser désormais le mot germano-balte.
En argot, on désigne par « les Teutons » le peuple allemand. La connotation est péjorative, admirative, facétieuse ou ironique,,. Dans ce dernier cas, on utilise « teuton » comme synonyme de « typiquement allemand » pour souligner des comportements, vertus ou d'autres particularités qui seraient toutes propres aux Allemands.
Le mot allemand Teutonengrill (« barbecue teuton ») est un néologisme pour désigner une plage dont la majorité des personnes sont des vacanciers allemands, ou du moins germanophones (autrichiens ou suisse-allemands),.